# Utta Danella – Wer küsst den Doc?
Utta Danella – Wer küsst den Doc? ist ein deutscher Liebesfilm von John Delbridge aus dem Jahr 2013. Er beruht auf Motiven des Romans Alles Töchter aus guter Familie von Utta Danella und ist die 24. Folge der Filmreihe. Die Hauptrollen sind mit Saskia Vester, Peter Sattmann, Susanne Uhlen und Nadja Bobyleva besetzt.

## Handlung
Anna Maria Binz arbeitet als Assistentin in der Zahnarztpraxis von Dr. Leander Winter im beschaulichen Schliersee. Sie liebt ihren Chef heimlich, doch ist dieser seit der Trennung von seiner Frau Franziska, die ihn für einen jüngeren Mann verließ, Frauen gegenüber verschlossen. Seine Zuneigung gilt allein seinem Hund. Eines Tages erhält Leander einen Anruf von seiner Tochter Emily, die auch Zahnärztin ist. Beide haben sich seit einiger Zeit nicht gesehen, und so ist Leander überrascht, als sie ihm mitteilt, dass sie mit ihrem Verlobten Roberto am selben Abend bei ihm auftauchen werde. Anlass ist die Hochzeit des Paares, die bereits am folgenden Wochenende stattfinden soll. Um Leander nicht zu überfordern, verschweigt Emily ihm, dass sie schwanger ist. Stattdessen teilt sie ihm mit, dass zur Hochzeit auch Franziska und deren Freund nach Schliersee kommen werden.
Um vor seiner Ex-Frau besser dazustehen, bittet Leander Anna Maria, sich für die wenigen Tage als seine Freundin auszugeben. Anna Maria stimmt zu. Das erste Zusammentreffen von Leander, Emily und Roberto verläuft zunächst friedlich, doch verschlechtert sich die Stimmung schlagartig, als Leander erfährt, dass Emily und Roberto nach ihrer Heirat in Florenz leben wollen, Emily also wider Leanders langjähriger Erwartung seine Praxis nicht übernehmen könne. Die Ankündigung, dass Emily schwanger ist, bringt Leander dazu, vehement gegen die Eheschließung zu sein. Er befürchtet unter anderem, dass Emily nur des Kindes wegen heiraten will. Anna Maria gelingt es mit Mühe, die Wogen zu glätten und Roberto von einer sofortigen Abreise abzubringen. Das junge Paar hat längst erkannt, dass Anna Maria Leander wirklich liebt, ein Grund, zu bleiben.
Leander ist unterdessen panisch, weil jederzeit mit Franziskas Ankunft zu rechnen ist. Aus diesem Grund fährt er mit Anna Maria erst einmal in den nächsten Ort, um sich neu einzukleiden. Um Franziska außerdem zu imponieren, kauft er sich spontan ein neues Cabrio. Franziska kommt jedoch allein zur Hochzeit; ihr Freund hat sie längst für eine Jüngere verlassen und so könnte sie sich vorstellen, zu Leander zurückzukehren. Dieser aber benimmt sich zunehmend so, als sei Anna Maria gar nicht mehr vorhanden, auch wenn er in bestimmten Momenten die öffentliche Zurschaustellung des gemeinsamen „Liebesglücks“ vor allem vor Franziska geradezu forciert. Gleichzeitig versucht er mit allen Mitteln, die Heirat von Emily und Roberto zu verhindern, und besticht am Ende gar den Standesbeamten, dass er die Eheschließung wegen eines Formfehlers verweigere. Anna Maria kommt hinter den Plan und setzt den Hochzeitstermin durch. Gleichzeitig redet sie Leander ins Gewissen. Er erkennt, dass seine Tochter nicht nur ihres Kindes wegen heiraten will, und akzeptiert die geplante Hochzeit. Beim gemeinsamen Essen entschuldigt er sich bei Emily und Roberto und auch bei Anna Maria, die in Wirklichkeit nur seine Assistentin sei und die Geliebte nur ihm zuliebe gespielt habe. Anna Maria verlässt traurig das Restaurant. Am nächsten Tag kündigt sie in der Praxis und zieht sich zu ihrer Schwester in ein Bergrestaurant zurück, wo sie als Kellnerin zu arbeiten beginnt. Erst nach und nach erkennt Leander, dass Anna Maria für ihn mehr als nur seine Assistentin war. Er vermisst sie und selbst seine Ex-Frau erkennt, dass er sie liebt und Anna Maria ihn ebenfalls immer geliebt hat. Mit der Zeit überwindet Leander seine Höhenangst und fährt per Lift zum Bergrestaurant, wo er Anna Maria seine Liebe gesteht. Sie werden nun wie geplant gemeinsam an Emilys und Robertos Hochzeit teilnehmen – jedoch nicht mehr als gestelltes, sondern als richtiges Paar mit Hochzeitsplänen.

## Produktionsnotizen
Utta Danella – Wer küsst den Doc? wurde am 26. April 2013 im Ersten erstausgestrahlt und am 21. August 2015 um 20:15 Uhr wiederholt.

## Kritik
Für den film-dienst war Utta Danella – Wer küsst den Doc? eine „seichte (Fernseh-)Boulevardkomödie, die Turbulenz als zweifelhaftes Mittel für gute Unterhaltung verkauft.“
TV Spielfilm gab dem Film eine mittlere Wertung (Daumen zur Seite) und befand: „Das Gleiche machte schon Walter Matthau mit Ingrid Bergman (‘Die Kaktusblüte’) und Adam Sandler mit Jennifer Aniston (‘Meine erfundene Frau’) – Recyclingware für schmale Ansprüche.“
Zu einem anderen Ergebnis kam Tilmann P. Gangloff für Tittelbach.tv: „Der Vorspann, die Musik und vor allem der abschreckende Titel ‚Wer küsst den Doc?‘ lassen gleich das Schlimmste befürchten. Aber dann entpuppt sich diese Verfilmung eines Romans von Utta Danella als einfalls- und abwechslungsreiche Romanze mit liebenswert entworfenen, ausgezeichnet gespielten Hauptfiguren und richtig guten Dialogen (Buch: Marcus Hertneck). Und Saskia Vester & Peter Sattmann werden einmal nicht unterfordert!“